# Миннеола (фрукт)

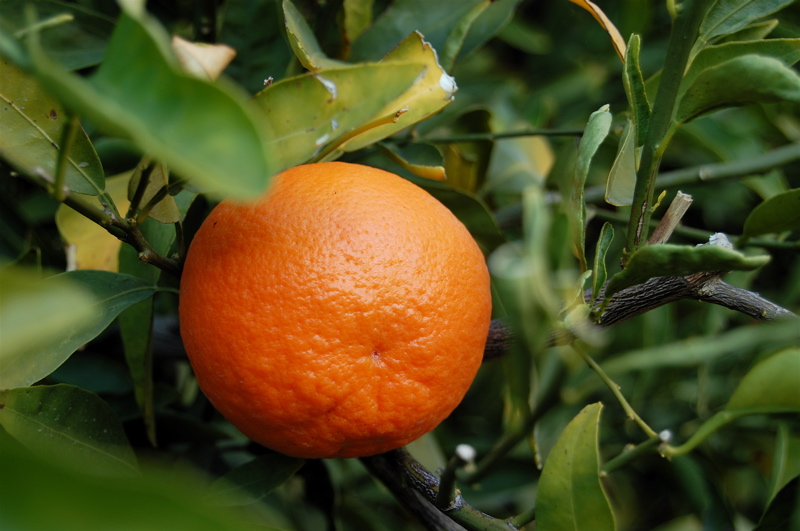

Миннеола (англ. Minneola) — разновидность танжело, полученная в 1931 году во Флориде (США). Является гибридом мандарина сорта «Дэнси» (англ. Dancy) с грейпфрутом сорта «Дункан» (англ. Duncan) (иногда некорректно называемого «Боуэн» (англ. Bowen) по имени владельца дерева-родителя).

## Описание
Миннеола имеет круглую слегка сплюснутую вдоль оси форму, относительно крупный размер (8,25 см шириной, 7,5 см высотой); корка глубокого красно-оранжевого цвета, тонкая, крепкая; мякоть состоит из 10-12 долек, тает во рту, имеет кисло-сладкий вкус, прекрасный аромат; содержит 7-12 маленьких семян (косточек), зелёных внутри. Вызревает поздно. Хорошо сохраняется при перевозке. Если урожай передержать на дереве, фрукты следующего урожая будут светлого цвета. Один из методов увеличения размера плодов — обвязывание соцветий.
Содержит большое количество фолиевой кислоты — до 80 % суточной потребности человека в 100 граммах продукта.
Выращивают миннеолу в США (Флорида), Китае, Турции, Израиле, России (Краснодарский край).